# Công viên Spa ở Nałęczów
Công viên Spa ở Nałęczów (tiếng Ba Lan: Park Zdrojowy w Nałęczowie) là một trong những công viên đẹp như tranh vẽ, tọa lạc ở trung tâm Nałęczów, Ba Lan. Tổng diện tích là 25 ha. Công viên được thành lập vào giữa thế kỷ 18. Hiện nay, đây là một trong những nơi thư giãn và giải trí tuyệt vời đối với cư dân cũng như du khách.

## Lịch sử
Quý tộc Stanisław Małachowski mua lại khu bất động sản này vào năm 1751. Năm 1775, cung điện Małachowski được xây dựng, dẫn tới việc chuyển đổi khu đất xung quanh cung điện thành một khu vườn cây cảnh. Chủ sở hữu tiếp theo - Antoni Małachowski (từ năm 1778) đã phát hiện ra suối nước khoáng chữa bệnh tại đây trong khi tìm kiếm quặng sắt. Sau đó, công viên dần phát triển mạnh mẽ với việc xây dựng các cơ sở spa, trồng thêm nhiều loài cây lâu năm, lắp đặt hệ thống nước và bố trí lối đi. Giai đoạn 1878–1914 là thời kỳ hoàng kim trong sự phát triển của khu nghỉ dưỡng và chăm sóc sức khỏe này.
Sau hai cuộc chiến tranh thế giới, công viên bị tổn thất nặng nề. Nhiều cây cối bị đốn hạ, bãi cỏ và bồn hoa bị phá hủy. Trong giai đoạn 2005–2006, công viên được tân trang đáng kể và có diện mạo như hiện tại.

## Thăm quan

### Cơ sở vật chất
Công viên Spa ở Nałęczów đích thực là một khu nghỉ dưỡng tốt cho sức khỏe và tim mạch. Cư dân cũng như du khách khi đến đây có thể vừa tham quan vừa thư giãn với những dịch vụ spa và liệu pháp điều trị tốt cho sức khỏe. Một số địa điểm đáng chú ý tại công viên gồm:
- Chiếc ao và đài phun nước: ở khu vực trung tâm của công viên.
- Cung điện Małachowski: mang phong cách Rococo và Cổ điển, được xây dựng trong giai đoạn 1771–1775. Cung điện có phòng khiêu vũ và phòng trưng bày.
- Các cơ sở thuộc Khu nghỉ dưỡng Y tế Nałęczów.[4]
- Băng ghế Bolesław Prus: được khánh thành vào năm 2002. Tác giả là các nhà điêu khắc: Stanisław Strzyżyński và con trai ông - Zbigniew Strzyżyński. Tượng đài trong hình dáng một chiếc ghế dài bằng đồng nằm bên cạnh cung điện Małachowski. Tượng đài phác họa dáng ngồi của nhà văn Bolesław Prus đang đeo kính, đầu đội chiếc mũ quả dưa, tay trái đặt trên một cuốn sách.[5]

### Đặc điểm
- Trong quá trình hình thành hơn 200 năm, công viên sở hữu rất nhiều loài cây như: các loài hạt dẻ, cây sồi Anh, cây sừng trâu, phong bạc, cây phong Na Uy, cây bồ đề, linh sam Douglas và các loài thông.[3]
- Động vật trong công viên chủ yếu là chim và sóc, và trong các ao nước có thiên nga và vịt.[3]